# Николаевка (Вейделевский район)
Николаевка — село в Вейделевском районе Белгородской области России, административный центр Николаевского сельского поселения.

## География
Село расположено в юго-восточной части Белгородской области, в 17,6 км по прямой к востоко-северо-востоку от районного центра, посёлка Вейделевки.

## История

### Происхождение названия
В «Воронежских губернских ведомостях» сообщалось о том, что в 1804 году на средства, собранные жителями хуторов Кубраков и Яценков, был построен каменный храм в честь святого Николая Чудотворца. И новая слобода стала именоваться Николаевкой.

### Исторический очерк
В 1859 году — Валуйского уезда «слобода казенная, при колодце, Николаевка» «между трактами: Воронежским почтовым и проселочным на слободу Ровеньки», церковь православная, приходское училище, 2 ярмарки, базар.
В 1900 году — слобода Николаевка в Валуйском уезде — центр Николаевской волости, в которую входили также слободы Попасная (хутор Попасный) и Ногина (Ножин, Ивановка), деревня Ивановка, хутора Яценков, Капысевка (Белое Плесо), Пивнячий, Разсыпной, Кубракова (Кубраков), Банькин (Раевка), Ровный (Ровное), Становой (Становое), Жабский (Тихоновка), выселки Сидоров, Средний, Макаренков, Безугов, Ратный и Мажугин, владельческие усадьбы Голикова Е.П., Чумакова А.Н. и Мысакова П.М. В самой слободе Николаевке имелись церковь, 3 общественных здания, земская школа и школа грамотности, 3 кузницы, 4 маслобойных завода, 17 ветряных мельниц, 2 винных и 8 мелочных лавок, 6 постоялых дворов, 5 ярмарок и базар; у слобожан — 2129,1 десятины земли.
С июля 1928 года слобода Николаевка в Вейделевском районе — центр Николаевского сельсовета, в который входили, кроме самой слободы, 8 хуторов: Ковалев, Красная заря, Ногин, Полевой, Попасный, Прилужный, Ясинов и Яценков.
В начале 1930-х годов Николаевке было организовано три колхоза: им. К. Маркса, им. Ф. Дзержинского и «Серп и молот»; создали в слободе и машинно-тракторную станцию, но впоследствии перевели ее в село Кубраки. В 1932 году создали в Николаевке совхоз «17 партсъезд», были построены ремонтные мастерские, контора, квартиры для руководителей хозяйства. В 1935 году совхоз расформировали.
В годы Великой Отечественной войны село было захвачено.
В 1952 году колхозы решили укрупнять и на территории Николаевского сельсовета создали единый колхоз им. К. Маркса.
В 1958 году в сельсовет входили села Николаевка и Ровны, хутора Вольный, Ковалев, Ногин, Попасный, Прилужный, Сибирцев, Соснов, Средний, Становое, Четвертый, Ясенов и Яценков; к 1972 году в Николаевском сельсовете остались оба села и хутора Ковалев, Ногин, Попасный, Становое и Ясенов.
В 1997 году село Николаевка в Вейделевском районе — центр Николаевского сельского округа: села Николаевка и Ровны, хутора Ковалев, Ногин, Попасный, Становое и Ясенов.
В 2010 году село Николаевка — центр Николаевского сельского поселения Вейделевского района.

## Интересные факты
Николаевка — родина предков (дед, бабушка, мать) великой русской певицы Ирины Константиновны Архиповой. Сюда в 1940-е годы она, студентка Московского архитектурного института, не раз приезжала на каникулы. В начале 1990-х годов с большим успехом прошли концерты певицы в Белгороде, в июле 1994 года она посетила родные места — Валуйки, Вейделевку и Николаевку. 

И.К. Архипова признавалась: 
«Да, родина моего таланта — Николаевка. Дед мой на всю округу славился своим голосом, мама тоже хорошо пела...»

## Население
В 1859 году в слободе было переписано 193 двора, 1287 жителей (613 мужчин, 674 женщины).
В 1900 году — 188 дворов, 1201 житель (592 мужчины, 609 женщин).
На 1 января 1932 года в слободе Николаевке — 1330 жителей.
По данным переписей населения в селе Николаевке на 17 января 1979 года — 1219 жителей, на 12 января 1989 года — 1185 (534 мужчины, 651 женщин), на 1 января 1994 года — 1237 жителей, 525 хозяйств. В 1997 году — 468 домовладений, 1298 жителей; в 1999 году — 1294 жителя; в 2001 году — 1269.
| 1859 | 1897  | 2002  | 2010  |
| ---- | ----- | ----- | ----- |
| 1287 | ↘1200 | ↘1176 | ↘1000 |

## Инфраструктура
По состоянию на 1992 год Николаевка оставалась центром колхоза им. К. Маркса (723 колхозника), занятого растениеводством и животноводством, в том же году колхоз преобразовали в АОЗТ «Николаевское» (по производству зерновых). По состоянию на 1995 год в селе Николаевке — кооператив «Строитель» при АОЗТ «Николаевское», участковая больница, почтовое отделение, дом культуры, средняя школа, детсад.